# Carl Schwennicke
Carl Schwennicke (* 1839; † 15. Juli 1925) war ein deutscher Ingenieur.
Schwennicke war erster Werkstattdirektor im Unternehmen Siemens & Halske sowie enger Mitarbeiter von Werner von Siemens. Er war für zahlreiche Erfindungen auf dem Gebiet der Fernmeldetechnik und des Messwesens verantwortlich. Er arbeitete maßgeblich an der Entwicklung des Tastenschriftlochers.
Enkel von ihm waren Carl-Heinz Schwennicke und Carl-Hubert Schwennicke.